# Franciszek Dembiński (zm. 1788)
Franciszek Dembiński herbu Nieczuja (zm. w 1788 roku) – chorąży bracławski w 1750 roku, podczaszy wiślicki w 1748 roku, konsyliarz konfederacji radomskiej, poseł województwa krakowskiego na Sejm Repninowski, konsyliarz konfederacji barskiej województwa krakowskiego, poseł krakowski na  Sejm Rozbiorowy 1773-1775, starosta pieczonowski w 1773 roku.

## Życiorys
W 1764 roku podpisał elekcję Stanisława Augusta Poniatowskiego. W załączniku do depeszy z 2 października 1767 roku do prezydenta Kolegium Spraw Zagranicznych Imperium Rosyjskiego Nikity Panina, poseł rosyjski Nikołaj Repnin określił go jako posła właściwego dla realizacji rosyjskich planów na sejmie 1767 roku. Członek konfederacji 1773 roku. Poseł na sejm 1780 roku z województwa krakowskiego.
Był kawalerem Orderu Świętego Stanisława w 1787 roku.